# Schlacht von Wayna Daga
Die Schlacht von Wayna Daga (amharisch für „Weinbauanhöhe“), auch Schlacht am Tanasee genannt, fand am 21. Februar 1543 östlich des Tanasees im heutigen Äthiopien statt. Die kombinierte äthiopisch-portugiesische Armee unter dem jungen Kaiser Claudius (Gelawdewos) besiegte hierbei die muslimische Armee von Imam Ahmad ibn Ibrahim al-Ghasi (Ahmed Gran) aus dem Sultanat Adal. Gran selbst wurde von einem portugiesischen Musketier getötet, der alleine in die Reihen der Muslime vorgedrungen war. Daraufhin zerbrach seine Armee, und seine Soldaten flohen vom Schlachtfeld, als sie von seinem Tod erfuhren.
Ahmed Grans Frau Bati del Wambara entkam mit 40 überlebenden osmanischen Musketieren nach Harar. Ihr Sohn war nach der Schlacht gefangen genommen worden und wurde später gegen den Bruder des äthiopischen Kaisers, Minas, ausgetauscht.